# Geffen Records
Geffen Records er et amerikansk pladeselskab, der i dag ejes af Universal Music Group

## Historie
Geffen Records blev grundlagt i 1980 af David Geffen, som i de tidlige 70'er havde grundlagt Asylum Records. Pladeselskabet har opdaget blandt andet; Guns N' Roses, Mötley Crüe, Papa Roach, Nirvana, og Sonic Youth.